# Leo Berndsen
Leo Berndsen (1942 – Lyon, januari 2025) was een Nederlands topbestuurder. Hij heeft gewerkt bij AEGON en was topman bij Nedlloyd van 1993 tot 2002. 

## Levensloop
Berndsen studeerde bedrijfseconomie bij de Universiteit Tilburg. Hij begon zijn loopbaan als financieel directeur bij Marebos. Na zijn postdoctoraal accountancy werkte hij als accountant bij Philips en de verzekeringsmaatschappij Interpolis, waarvan hij in 1981 voorzitter werd van de hoofddirectie. In 1987 werd hij als lid van de raad van bestuur van AEGON verantwoordelijk voor de Amerikaanse vestigingen van dit verzekeringsbedrijf. 
In 1993 vertrok Berndsen bij AEGON en werd benoemd tot voorzitter van de raad van bestuur van Koninklijke Nedlloyd NV. De commissarissen van Nedlloyd zochten iemand van buiten met een scherp oog voor rendement. Onder zijn leiding werd het breed gediversifieerde transportbedrijf teruggebracht naar één aandelenbelang van 50% in de containerrederij P&O Nedlloyd. Hij bleef op deze positie acht jaar en werd op 1 januari 2002 opgevolgd door Haddo Meijer. Berndsen bleef wel bij Nedlloyd, maar stapte over naar de raad van commissarissen.
In 2001 aanvaardde hij de functie van voorzitter van de raad van commissarissen bij Corus Nederland NV. In oktober 2002 bereikten Corus Group en Pechiney overeenstemming  waarbij de laatste de downstream aluminiumactiviteiten zou overnemen. Deze activiteiten vielen onder Corus Nederland. De raad van commissarissen en het bestuur van Corus Nederland waren niet of nauwelijks bij de transactie betrokken. Eind 2002 gaf de ondernemingsraad van Corus Nederland een negatief advies op de voorgenomen verkoop en de raad van commissarissen verzette zich ook tegen de verkoop. Berndsen vond dat Corus in Engeland harder moest reorganiseren, om te voorkomen dat de verlieslijdende Britse fabrieken Corus IJmuiden mee zou slepen in hun val. Hij was van mening dat de verkoopopbrengst grotendeels moest worden geïnvesteerd in de voormalige Hoogovens te IJmuiden. Het moederbedrijf in Londen wilde de opbrengst gebruiken om de schuldenlast te verkleinen. De zaak liep zo hoog op dat Corus Group naar de rechter stapte om de raad van commissarissen van Corus Nederland te laten instemmen met de verkoop. De Ondernemingskamer ging hierin niet mee en de verkoop ging niet door. In 2005 vertrok Berndsen en een jaar later zijn de aluminiumactiviteiten alsnog verkocht. 
Sinds 1 juli 2004 was hij commissaris van Aon en was commissaris bij Rabobank Nederland. 
Berndsen overleed begin januari 2025 in zijn woonplaats Lyon.